# José Francisco Diana
José Francisco Diana (Jaguarão, 1841 — Uruguai, 1916) foi um advogado e político brasileiro.
Formado na Faculdade de Direito de São Paulo, em 1868, foi nomeado promotor público em Jaguarão, em 1876.
Foi deputado provincial em várias legislaturas, de 1873 a 1889, deputado geral entre 1872 a 1879 e último ministro do Exterior do Império do Brasil (ver Gabinete Ouro Preto).